# Ázsiai Labdarúgó-szövetség
Az Ázsiai Labdarúgó-szövetség (hivatalosan Asian Football Confederation, röviden AFC) az ázsiai labdarúgást összekötő sportszervezet. 1954. május 8-án alapították Manilában, a Fülöp-szigeteken, és a Nemzetközi Labdarúgó-szövetség (FIFA) hat kontinentális konföderációjának egyike. A szervezet székhelye Malajzia fővárosában, Kuala Lumpurban található. 2011 óta az elnöki tisztet a kínai Csang Csi-lung tölti be.
Az összes transzkontinentális ország, melynek területe mind Európára, mind pedig Ázsiára kiterjed (Azerbajdzsán, Grúzia, Kazahsztán, Oroszország, Örményország és Törökország) az Európai Labdarúgó-szövetség (UEFA) tagja. Szintén UEFA-tagállam Izrael is annak ellenére, hogy az ország teljes egészében Ázsiában fekszik. 2006. január 1-je óta az Ázsiai Labdarúgó-szövetség kötelekébe lépett Ausztrália is, amely korábban az óceániai kontinens vezető labdarúgó-válogatottja volt.

## Tagországok

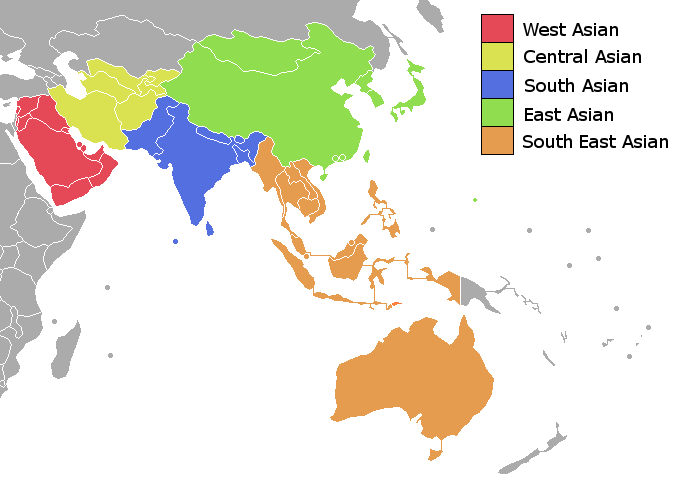
Az AFC regionális szövetségei.

- Az AFC öt régiójának összesen 47 tagországa van.
- Nyugat-Ázsia – 12
- Közép-Ázsia – 6
- Dél-Ázsia – 7
- Kelet-Ázsia – 10
- Délkelet-Ázsia – 12

Nyugat-Ázsia - WAFF
1. Bahrein - Bahreini labdarúgó-szövetség
2. Egyesült Arab Emírségek - Egyesült Arab Emírségekbeli labdarúgó-szövetség
3. Irak - Iraki labdarúgó-szövetség
4. Jemen - Jemeni labdarúgó-szövetség
5. Jordánia - Jordán labdarúgó-szövetség
6. Katar - Katari labdarúgó-szövetség
7. Kuvait - Kuvaiti labdarúgó-szövetség
8. Libanon - Libanoni labdarúgó-szövetség
9. Omán - Ománi labdarúgó-szövetség
10. Palesztina - Palesztin labdarúgó-szövetség
11. Szaúd-Arábia - Szaúd-arábiai labdarúgó-szövetség
12. Szíria - Szíriai labdarúgó-szövetség

Közép-Ázsia - CAFF
1. Afganisztán - Afgán labdarúgó-szövetség
2. Irán - Iráni labdarúgó-szövetség
3. Kirgizisztán - Kirgiz labdarúgó-szövetség
4. Tádzsikisztán - Tádzsik labdarúgó-szövetség
5. Türkmenisztán - Türkmén labdarúgó-szövetség
6. Üzbegisztán - Üzbegisztáni labdarúgó-szövetség

Dél-Ázsia - SAFF
1. Banglades - Bangladesi labdarúgó-szövetség
2. Bhután - Bhutáni labdarúgó-szövetség
3. India - Indiai labdarúgó-szövetség
4. Maldív-szigetek - Maldív-szigeteki labdarúgó-szövetség
5. Nepál - Nepáli labdarúgó-szövetség
6. Pakisztán - Pakisztáni labdarúgó-szövetség
7. Srí Lanka - Srí Lanka-i labdarúgó-szövetség

Kelet-Ázsia - EAFF
1. Dél-Korea - Dél-koreai labdarúgó-szövetség
2. Észak-Korea - Észak-koreai labdarúgó-szövetség
3. Északi-Mariana-szigetek - Északi-Mariana-szigeteki labdarúgó-szövetség (Tagja az AFC-nek, de nem tagja a FIFA-nak.)
4. Guam - Guami labdarúgó-szövetség
5. Hongkong - Hongkongi labdarúgó-szövetség
6. Japán - Japán labdarúgó-szövetség
7. Kína - Kínai labdarúgó-szövetség
8. Makaó - Makaói labdarúgó-szövetség
9. Mongólia - Mongol labdarúgó-szövetség
10. Tajvan - Tajvani labdarúgó-szövetség

Délkelet-Ázsia és Ausztrália - AFF
1. Ausztrália - Ausztrál labdarúgó-szövetség
2. Brunei - Brunei labdarúgó-szövetség
3. Fülöp-szigetek - Fülöp-szigeteki labdarúgó-szövetség
4. Indonézia - Indonéz labdarúgó-szövetség
5. Kambodzsa - Kambodzsai labdarúgó-szövetség
6. Kelet-Timor - Kelet-timori labdarúgó-szövetség
7. Laosz - Laoszi labdarúgó-szövetség
8. Malajzia - Maláj labdarúgó-szövetség
9. Mianmar - Mianmari labdarúgó-szövetség
10. Szingapúr - Szingapúri labdarúgó-szövetség
11. Thaiföld - Thaiföldi labdarúgó-szövetség
12. Vietnám - Vietnámi labdarúgó-szövetség

### Eltérések Ázsia országai és az AFC tagországai között
- A részben európai, részben ázsiai területtel rendelkező országok (Azerbajdzsán, Grúzia , Kazahsztán [2002-ben lépett át], Oroszország, Törökország), valamint a földrajzilag ázsiai, de történelmi és kulturális alapon Európához sorolt államok (Ciprus, Örményország) az UEFA tagjai.
- Ausztrália 2007-ben átjelentkezett az OFC-ből az ázsiaiba.
- Az Amerikai Egyesült Államok óceániai társult állama, az Északi-Mariana-szigetek, valamint szintén óceániai külbirtoka, Guam saját szövetséggel rendelkeznek az ázsiai szövetség tagjaként.
- Az 1997 óta Kínához tartozó, azelőtt brit külbirtok Hongkong, valamint az 1999 óta Kínához tartozó, azelőtt portugál külbirtok Makaó önálló szövetséggel rendelkezik.
- Szintén önálló szövetséggel rendelkezik a Kína által szakadár tartománynak tekintett, nemzetközileg vitatott státuszú Tajvan.
- Izraelt 1976-ban kizárták az ázsiai szövetségből, ezután előbb az óceániai szövetség társult államaként működött, majd 1991-ben az európai szövetség tagja lett.
- A bizonytalan státuszú Palesztina rendelkezik saját labdarúgó-szövetséggel.

## Ázsiai labdarúgó-válogatottak a világbajnokságokon
Eddig 10 ázsiai labdarúgó-válogatott vett részt világbajnokságon. A legjobb eredmény Dél-Korea 4. helyezése, amit a 2002-es világbajnokságon ért el.
Jelmagyarázat
- 4. – 4. helyezett
- ND – Negyeddöntő
- NYD – Nyolcaddöntő
- CSK – Csoportkör
- 1F – 1. forduló
- •  – Nem jutott be
- – Nem indult / visszalépett / banned
- – Rendező
- Vörös szín – Nem AFC-tagország
- F – Folyamatban

| Csapat                  | 1930 | 1934 | 1938 | 1950 | 1954 | 1958 | 1962 | 1966 | 1970 | 1974 | 1978 | 1982 | 1986 | 1990 | 1994 | 1998 | 2002 | 2006 | 2010 | 2014 | 2018 | Összesen |  |
| ----------------------- | ---- | ---- | ---- | ---- | ---- | ---- | ---- | ---- | ---- | ---- | ---- | ---- | ---- | ---- | ---- | ---- | ---- | ---- | ---- | ---- | ---- | -------- |  |
| Dél-Korea               |      |      |      |      | CSK  |      | •    |      | •    | •    | •    | •    | CSK  | CSK  | CSK  | CSK  | 4.   | CSK  | NYD  | CSK  | CSK  | 9        |  |
| Japán                   |      |      |      |      | •    |      | •    |      | •    | •    | •    | •    | •    | •    | •    | CSK  | NYD  | CSK  | NYD  | CSK  | NYD  | 5        |  |
| Irán                    |      |      |      |      |      |      |      |      |      | •    | CSK  |      |      | •    | •    | CSK  | •    | CSK  | •    | CSK  | CSK  | 4        |  |
| Szaúd-Arábia            |      |      |      |      |      |      |      |      |      |      | •    | •    | •    | •    | NYD  | CSK  | CSK  | CSK  | •    | •    | CSK  | 4        |  |
| Ausztrália              |      |      |      |      |      |      |      | •    | •    | CSK  | •    | •    | •    | •    | •    | •    | •    | NYD  | CSK  | CSK  | CSK  | 2        |  |
| Észak-Korea             |      |      |      |      |      |      |      | ND   |      | •    |      | •    | •    | •    | •    |      |      | •    | CSK  | •    | •    | 2        |  |
| Irak                    |      |      |      |      |      |      |      |      |      | •    |      | •    | CSK  | •    | •    | •    | •    | •    | •    | •    | •    | 1        |  |
| Egyesült Arab Emírségek |      |      |      |      |      | •    |      |      |      |      |      |      | •    | CSK  | •    | •    | •    | •    | •    | •    | •    | 1        |  |
| Kína                    |      |      |      |      |      | •    |      |      |      |      |      | •    | •    | •    | •    | •    | CSK  | •    | •    | •    | •    | 1        |  |
| Kuvait                  |      |      |      |      |      |      |      |      |      | •    | •    | CSK  | •    | •    | •    | •    | •    | •    | •    | •    | •    | 1        |  |
| Indonézia               |      |      | 1F   |      |      | •    |      |      |      | •    | •    | •    | •    | •    | •    | •    | •    | •    | •    | •    | •    | 1        |  |
| Izrael                  |      |      |      | •    | •    | •    | •    | •    | CSK  | •    | •    | •    | •    | •    | •    | •    | •    | •    | •    | •    | T    | 1        |  |
| India                   |      |      |      | ×    |      |      |      |      |      |      |      |      | •    |      | •    | •    | •    | •    | •    | •    | •    | 0*       |  |
| Total                   | 0    | 0    | 1    | 1*   | 1    | 0    | 0    | 1    | 1    | 0    | 1    | 1    | 2    | 2    | 2    | 4    | 4    | 4    | 4    | 4    |      | 33       |  |

Jegyzetek
1. ↑  Ausztrália a 2006-os világbajnoki részvételt az Óceániai Labdarúgó-szövetség (OFC) tagjaként harcolta ki, ezt követően átjelentkezett az AFC-be mire a vb megkezdődött. 1972 és 1978 között egyik szövetségnek sem volt tagja.
2. ↑  Indonézia az 1945-ös függetlenségét megelőzően  Holland Kelet-Indiaként részt vett az 1938-as világbajnokságon.
3. ↑  Izrael jelenleg az UEFA tagja. 1976-ban kizárták az Ázsiai szövetségből.

### Részvételek országonként
- Dél-Korea: 1954, 1986, 1990, 1994, 1998, 2002, 2006, 2010, , 2014
- Japán: 1998, 2002, 2006, 2010, 2014
- Szaúd-Arábia: 1994, 1998, 2002, 2006
- Ausztrália: 1974, 2006, 2010, 2014
- Irán: 1978, 1998, 2006, 2014
- Észak-Korea: 1966, 2010
- Kína: 2002
- Egyesült Arab Emírségek: 1990
- Irak: 1986
- Kuvait: 1982
- Holland India: 1938

## Az AFC által szervezett labdarúgótornák

### Országok közötti
- Ázsia-kupa (AFC Asian Cup)
- U23-as Ázsia-bajnokság (AFC U-23 Championship)
- U19-es Ázsia-bajnokság (AFC U-19 Championship)
- U16-os Ázsia-bajnokság (AFC U-16 Championship)
- Női Ázsia-kupa (AFC Women's Asian Cup)
- U19-es női Ázsia-bajnokság (AFC U-19 Championship)
- U16-os női Ázsia-bajnokság (AFC U-16 Championship)
- Női AFC-olimpiai selejtezőtorna (AFC Women's Pre-Olympic Tournament)

#### Futsal
- AFC-futsalbajnokság (AFC Futsal Championship)
- AFC-futsalklubbajnokság (AFC Futsal Club Championship)

#### Strandlabdarúgás
- AFC-strandlabdarúgó-bajnokság (AFC Beach Soccer Championship)

#### Megszűnt tornák
- AFC-Kihívás kupa (AFC Challenge Cup) (2006–2014)

### Klubcsapatok kupái
- AFC-bajnokok ligája (AFC Champions League)
- AFC-kupa (AFC Cup)

#### Megszűnt kupák
- Kupagyőztesek Ázsia-kupája (Asian Cup Winners' Cup) (1991–2002)
- Ázsiai labdarúgó-szuperkupa (Asian Super Cup) (1995–2002)
- AFC-elnök kupája (AFC President's Cup) (2005–2014)